# بناروان
بناروان یکی از روستاهای استان آذربایجان شرقی است که در دهستان کندوان بخش کندوان شهرستان میانه واقع شده‌است. این روستای زیبا از غرب به روستای آوین و از شرق به روستای خانقاه مشرف است، آب و هوای این روستا در زمستان سرد و خشن و در فصل‌های بهار و تابستان خنک و مطبوع است، روستای بناروان دارای باغ‌های زیاد و البته سرسبز بوده که بیشتر محصول باغ‌های این روستا را انواع سیب تشکیل می‌دهد، گردو و زرد آلو نیز به وفور یافت می‌شود. این روستا چشمه‌ای پرآب بنام چشمه خلیفه دارد که آب آشامیدنی و آب کشاورزی اهالی آن را تأمین می‌کند؛ و نکته جالب توجه این است که به علت کیفیت بالای آب این چشمه، در این روستا بیمار کلیوی وجود ندارد.
قیرخ بیلاق اسم روستایی در بخش کندوان، دهستان کندوان می‌باشد. اسم دیگر آبادی بینار آوان می‌باشد. اسم آبادی در گویش محاوره‌ای بصورت قیرخ بیلاخ تلفظ می‌گردد.
قیرخ در زبان ترکی به معنای چهل و بیلاق به معنای چشمه می‌باشد و روستای قیرخ بیلاق به معنی آبادی چهل چشمه می‌باشد که کنایه از داشتن چشمه‌های زیاد می‌باشد.
همانطوریکه می دانیم عدد چهل همانند اعداد سه و هفت و نه در بین ایرانیان و آذربایجانی‌های قدیم اعداد خوش یمن محسوب می‌شده‌اند و به همین خاطر در نامگذاری اجزاء محیط خود از این اعداد استفاده می‌کرده‌اند.
بر این اساس برای مردگان چهل روز عزا می‌گیرند و گاه شماری (تقویم) قدیم را بر اساس چهل روز تنظیم کرده بودند.
«بینار آوان» اسمی مرکب می‌باشد که از واژه‌های «بین»، «آر»، «آوا» و «ان» تشکیل شده است.
«آر» در زبان ترکی همانند «اَر»، به معنی «مرد و جوانمرد» می‌باشد.
آوا، اووا، او با همگی از ریشه «اوب» (اؤو) به معنی زیستگاه و محل زندگی است.
«آن» در زبان ترکی به مفهوم «مکان، سرزمین، اجتماع، تجمع و کثرت» می‌باشد.
بنابراین با توجه به مطالب فوق بیناراوان به معنی «روستای خانه‌های هزار جوانمرد» خواهد بود.